# Xanthomantis malayana
Xanthomantis malayana es una especie de mantis de la familia Iridopterygidae.

## Distribución geográfica
Se encuentra en Malasia.